# سان نگوک تان
سان نگوک تان (ویتنامی: Sơn Ngọc Thành؛ ۷ دسامبر ۱۹۰۸ – ۸ اوت ۱۹۷۷) سیاست‌مدار اهل کامبوج بود.